# 坂田勝郎
坂田 勝郎（さかた かつろう、1904年（明治37年）10月1日 - 1990年（平成2年）1月16日）は、毎日新聞社元常務取締役（大阪本社代表）、毎日放送（MBS）元社長・会長、テレビ東京（TX）元取締役、宮崎放送（MRT）元取締役。

## 来歴・人物
宮崎県延岡市出身。旧制第五高等学校（現・熊本大学）を経て、京都帝国大学卒業後、1932年（昭和7年）に大阪毎日新聞社へ入社。1943年（昭和18年）に大阪毎日新聞と東京日日新聞は新聞統制で東西で異なっていた題号を「毎日新聞」に統一し、両紙の発行元であった大阪毎日新聞社は社名を「毎日新聞社」に改めてから、バンコク特派員、広島支局長、郷里である宮崎支局長、宮崎放送取締役を務め、毎日新聞社常務取締役（大阪本社代表）に就任した。
1945年（昭和20年）8月1日、当時広島支局長だった坂田は毎日新聞大阪本社の地方局編集局長だった本田親男と地方局部長だった高橋信三の意向で地方局副部長への異動が命じられ、8月4日夜に家族と共に広島から離れた。このため、直前で広島市への原子爆弾投下の難から家族共々逃れる事ができ、坂田は後年にこの人事を発動してくれた本田と高橋を恩人であると述懐している。また、この恩は後に本田と高橋による毎日放送副社長就任の要請を引き受ける大きな要因となった。
1948年（昭和23年）に最初の夫人を亡くしており、後に再婚している。

### MBS移籍、社長就任
1965年（昭和40年）、毎日新聞大阪本社時代からの先輩だった毎日放送第2代社長高橋信三の要請で副社長として毎日放送に移る。その後、MBS初代会長本田親男と高橋、坂田の3トップでNET系列時代のMBSを支えた。
1975年勲二等瑞宝章に叙される。
1977年（昭和52年）6月、8期16年務めた高橋の社長退任を受け、MBS第3代代表取締役社長に就く。
1980年（昭和55年）1月19日、高橋が会長在職のまま死去する。MBSは初代社長杉道助が事実上の会長的役割だった時代を別とすれば史上初となる会長空席になる。
坂田はワントップでMBSを率いる体制となり、既に75歳となっていた老体に重く負担がのしかかる。そんな中、同年4月改編でMBSテレビは在阪テレビ局史上初となる完全ローカルのドキュメンタリー定番枠『映像』をスタートさせる。このときのスタッフの中に、後にMBS第6代社長となる柳瀬璋がいた。
立ち上げに際しては『NNNドキュメント』（日本テレビ）を参考にしながらも、「報道を通じた関西の文化発展」という狙いは、没後に設けられる坂田記念ジャーナリズム賞の趣旨そのものだった。『映像』は2011年（平成23年）までに坂田賞第1部門賞4回、特別賞1回を受賞するハイクオリティを維持し、現在も『NNNドキュメント』と同じ日曜深夜の時間で継続中である。
坂田は『映像'80』第1回を見届け、若い世代への後継を急ぐことにした。同年6月の株主総会終了後の取締役会で大阪テレビ経理部長などを務めた専務取締役高木一見を後任の第4代社長に指名、代表取締役会長に就任した。

### テレビ東京取締役就任
坂田は高橋らと共に1960年代から経営破綻に陥っていた東京12チャンネル（現・テレビ東京）の再建を積極的に支援しており、1968年（昭和43年）の株式会社東京十二チャンネルプロダクション設立や1969年（昭和44年）のMBS-TXのネットワーク形成、1973年の公益財団法人日本科学技術振興財団から株式会社東京十二チャンネルプロダクションへの放送免許譲渡などにも大きく貢献した。
毎日放送は1975年（昭和50年）3月末にNET・TXとのクロスネットからTBS系列へとネットチェンジしたが、その後もテレビ東京の経営参加は継続した。坂田と高橋は日本経済新聞社からTX社長に就任した中川順が切望していたMBSに取って代わる関西地区のTX系列局（現在のテレビ大阪）開局に向け、テレビ東京に対して全面的に支援を行った。
しかし、1980年（昭和55年）のテレビ大阪の放送免許交付を目前にして高橋が急逝したため、坂田は高橋から交代する形で東京12チャンネルの取締役に就任。テレビ大阪の開局告知CMの放送やテレビ大阪1期生の新人研修も全て毎日放送が引き受けた。この縁で、現在でも毎日放送の関連会社である放送映画製作所がテレビ大阪の数多くの番組制作に携わっている。
その後、1990年（平成2年）に逝去するまでテレビ東京取締役を務めた。

### MBS会長退任
1985年（昭和60年）、高木は斎藤への橋渡し的な任務を終え、代表取締役会長に就く。81歳になった坂田は会長を退任、相談役となった後、1989年相談役名誉会長。

### 逝去
1990年（平成2年）1月16日、肺炎のため死去。満85歳没（享年87）。
毎日放送は坂田の生前の功績を讃え、1991年（平成3年）に「追想坂田勝郎」（坂田勝郎追悼録編集委員会 編）を出版した。

## 坂田記念財団とジャーナリズム賞
1994年（平成6年）、毎日新聞社は坂田の遺志を生かし、「報道を通じ関西の文化発展を目指す」という目的で財団法人「坂田記念ジャーナリズム振興財団」を設立。坂田記念ジャーナリズム賞を創設して以後、毎年贈賞している。